# العلاقات اليونانية الإثيوبية
العلاقات اليونانية الإثيوبية هي العلاقات الثنائية التي تجمع بين اليونان وإثيوبيا.

## مقارنة بين البلدين
هذه مقارنة عامة ومرجعية للدولتين:
| وجه المقارنة                                              | اليونان                                                                             | إثيوبيا                        |
| --------------------------------------------------------- | ----------------------------------------------------------------------------------- | ------------------------------ |
| المساحة (كم2)                                             | 131.96 ألف                                                                          | 1.10 مليون                     |
| عدد السكان (نسمة)                                         | 10.76 مليون                                                                         | 104.96 مليون                   |
| الكثافة السكانية (ن./كم²)                                 | 81.54                                                                               | 95.42                          |
| العاصمة                                                   | أثينا، نافبليو                                                                      | أديس أبابا                     |
| اللغة الرسمية                                             | لغة يونانية، اليونانية الديموطيقية ‏                                                 | اللغة الأمهرية                 |
| العملة                                                    | يورو، دراخما، فينيكس يوناني ‏                                                        | بير إثيوبي                     |
| الناتج المحلي الإجمالي (بليون دولار)                      | 200.29 مليار                                                                        | 80.56 مليار                    |
| الناتج المحلي الإجمالي (تعادل القوة الشرائية) بليون دولار | 285.45 مليار                                                                        | 161.90 مليار                   |
| الناتج المحلي الإجمالي الاسمي للفرد دولار أمريكي          | 18.00 ألف                                                                           | 619                            |
| الناتج المحلي الإجمالي للفرد دولار أمريكي                 | 26.85 ألف                                                                           | 1.50 ألف                       |
| مؤشر التنمية البشرية                                      | 0.865                                                                               | 0.442                          |
| رمز المكالمات الدولي                                      | +30                                                                                 | +251                           |
| رمز الإنترنت                                              | .gr                                                                                 | .et                            |
| المنطقة الزمنية                                           | توقيت شرق أوروبا، ت ع م+02:00، ت ع م+03:00، توقيت شرق أوروبا الصيفي ‏، أوروبا/أثينا ‏ | ت ع م+03:00، توقيت شرق أفريقيا |

## منظمات دولية مشتركة
يشترك البلدان في عضوية مجموعة من المنظمات الدولية، منها:
| علم المنظمة | اسم المنظمة                        | تاريخ انضمام اليونان | تاريخ انضمام إثيوبيا |
| ----------- | ---------------------------------- | -------------------- | -------------------- |
|             | الاتحاد البريدي العالمي            | ?                    | ?                    |
|             | مؤسسة التنمية الدولية              | 9 يناير 1962         | 11 أبريل 1961        |
|             | منظمة حظر الأسلحة الكيميائية       | ?                    | ?                    |
|             | الأمم المتحدة                      | 25 أكتوبر 1945       | 13 نوفمبر 1945       |
|             | وكالة ضمان الاستثمار متعدد الأطراف | 30 أغسطس 1993        | 13 أغسطس 1991        |
|             | منظمة الشرطة الجنائية الدولية      | ?                    | ?                    |
|             | مؤسسة التمويل الدولية              | 26 سبتمبر 1957       | 20 يوليو 1956        |
|             | البنك الدولي للإنشاء والتعمير      | 27 ديسمبر 1945       | 27 ديسمبر 1945       |
|             | الاتحاد الدولي للاتصالات           | 1866                 | 20 فبراير 1932       |
|             | الفريق المعني برصد الأرض           | ?                    | ?                    |
|             | يونسكو                             | 4 نوفمبر 1946        | 1 يوليو 1955         |

## وصلات خارجية
- موقع وزارة الخارجية اليونانية
- موقع وزارة الخارجية الإثيوبية